# Memorias. Testimonio de un soldado

Memorias. Testimonio de un soldado son las memorias escritas por el ex General de Ejército de Chile Carlos Prats González (1915-1974).
Testimonio de un soldado constituye un relato autobiográfico de un trozo de la historia de Chile, fundamentalmente finales de los años sesenta, y comienzos de los años setenta, durante los que fue partícipe como Comandante en Jefe del Ejército, Vicepresidente de la República y Ministro de Estado.
Tras autoexiliarse a Argentina, después del Golpe de Estado del 11 de septiembre de 1973, Prats comenzó a redactar sus memorias, cuyas páginas finales fueron escritas apenas unos días antes de ser asesinado junto a su esposa. Sus hijas señalarían: “En los períodos que estuvimos acompañándolo en Buenos Aires, veíamos cómo ocupaba todo su tiempo disponible en escribir. Cuando llegaba al departamento, después de trabajar en una empresa argentina durante ocho horas diarias, continuaba incansable, hasta altas horas de la noche”.
Publicadas en Chile en 1985 por Pehúen Editores. En ese libro, más que hacer una autobiografía, Prats quiso explicar la relación entre el soldado y la democracia constitucional.

## Memorias apócrifas
En 1976, aparecieron en la editorial Fondo de Cultura Económica las memorias apócrifas de Carlos Prats con el nombre de Una vida por la legalidad. En 2005, el escritor Eduardo Labarca reconoció ser el autor de ese texto, escrito en Moscú por encargo del Partido Comunista de Chile (PC) y se disculpó ante las hijas del general.